# Eutanáziaprogram (Aktion T4)
Adolf Hitler 1939-ben rendelkezett az eutanáziaprogramról (Aktion T4), amelyben   felhatalmazta azon orvosokat, akiket alkalmasnak talált arra, hogy megítéljék, kiket sújt olyan súlyos, gyógyíthatatlan  betegség, hogy kórképük alapján nincs esélyük a gyógyulásra, így kegyelmes halálban részesülhetnek. Idetartoztak a szellemi és mentális sérültek, akik közül több ezer ember esett ennek a programnak áldozatául. Hitler ezt a rendeletét később visszavonta.
Adolf Hitler utasításait nevezzük Führer-rendeleteknek vagy Führer-rendelkezéseknek. 1933-tól kezdve a hitleri diktatúra a nemzetiszocialista Németországban az emberi jogok és alkotmány megsértése nyomán súlyos rendeleteket hozott, melyek betartása kötelező volt. Ezek közé a rendeletek közé tartozott Hitler eutanáziaprogramja.
A program hivatalosan 1939. szeptember és 1941. augusztus között futott, melynek során körülbelül 70 000 ember halt meg pszichiátriai kórházakban Németországban, Ausztriában és Lengyelországban.

## Kezdetek
1939. február 20-án született a - ma már ismeretlen nevű - gyógyíthatatlan gyengeelméjű gyermek. A gyerek szülei levelet írtak Hitlernek, s kérték, hogy engedélyezze a gyerek „kegyes halálát”, aki megadta az engedélyt. Hitler háziorvosa, Karl Brandt – akit az eutanáziaprogram, s az embereken végrehajtott kísérletek miatt az 1947-es nürnbergi orvosperben halálra ítéltek – 1939. július 25-én megölte a gyermeket. Ez volt a hitleri gyermekeutanázia-program kiindulópontja, melynek során kb. 5000 elmebeteg gyereket öltek meg 1941-ig.

„Az eutanázia Isten törvényének súlyos megsértése, mert egy emberi személy szándékos megölése, ami erkölcsileg elfogadhatatlan – vallja a katolikus egyház.”